# Coppa CEV 2013-2014 (maschile)
La Coppa CEV 2013-2014, 42ª edizione della Coppa CEV di pallavolo maschile, si è svolta dal 22 ottobre 2013 al 29 marzo 2014: al torneo hanno partecipato trentasei squadre di club europee e la vittoria finale è andata per la seconda volta al Paris.

## Regolamento
Al torneo hanno partecipato 32 squadre che si sono sfidate in diverse fasi ad eliminazione diretta, suddivise in sedicesimi di finale, ottavi di finale e quarti di finale: le 4 squadre qualificate hanno disputato quindi la Challange Round affrontando 4 squadre eliminate durante la fase a gironi della Champions League 2013-14; si è proseguito quindi con semifinali e finale.

## Squadre partecipanti
| - Amstetten - Vienna hotVolleys - Menen - Topvolley Antwerpen - Gabrovo - Mladost Kaštela - Mursa Osijek - Audentese - Kokkolan Tiikerit | - Arago de Sète - Nantes - Paris - Bühl - Friedrichshafen - Unterhaching - Ethnikos Alexandroupolīs - Olympiakos - PAOK | - Piemonte - Orion - Zwolle - Skra Bełchatów - Brno - Dukla Liberec - Tomis Costanza - Universitatea Craiova - Zalău | - Gubernija - Ðerdap Kladovo - Radnički Kragujevac - Team Bratislava - Teruel - Amriswil - Maliye Milli Piyango - Krymsoda - Lokomotyv Charkiv |

## Torneo

### Sedicesimi di finale

#### Andata
| 23 ottobre 2013 Complexe Sportif Beaulieu, Nantes Durata: 1h:41 - Spettatori: 2 000     | Nantes                | 1 - 3 | Piemonte                 | 22-25, 25-17, 18-25, 20-25        |
| 23 ottobre 2013 Großsporthalle, Bühl Durata: 1h:42 - Spettatori: 1 210                  | Bühl                  | 3 - 1 | Zwolle                   | 25-20, 23-25, 25-16, 25-21        |
| 23 ottobre 2013 Budocenter, Vienna Durata: 2h:14 - Spettatori: 400                      | Amstetten             | 3 - 2 | Radnički Kragujevac      | 27-25, 25-22, 18-25, 22-25, 15-13 |
| 22 ottobre 2013 PAOK Sports Arena, Salonicco Durata: 1h:12 - Spettatori: 120            | PAOK                  | 3 - 0 | Mladost Kaštela          | 25-17, 25-14, 25-20               |
| 23 ottobre 2014 TVF SC Baskent Sports Hall, Ankara Durata: 1h:56 - Spettatori: 150      | Maliye Milli Piyango  | 2 - 3 | Lokomotyv Charkiv        | 16-25, 25-19, 25-19, 20-25, 8-15  |
| 23 ottobre 2013 Ice Hockey Hall, Kokkola Durata: 2h:04 - Spettatori: 1 900              | Kokkolan Tiikerit     | 3 - 2 | Ðerdap Kladovo           | 25-18, 23-25, 25-17, 23-25, 15-10 |
| 23 ottobre 2013 Inter Hala Pasienky, Bratislava Durata: 1h:08 - Spettatori: 250         | VKP Bratislava        | 0 - 3 | Gabrovo                  | 21-25, 15-25, 15-25               |
| 24 ottobre 2013 Schiervelde, Roeselare Durata: 1h:57 - Spettatori: 350                  | Menen                 | 3 - 2 | Vienna hotVolleys        | 24-26, 21-25, 25-19, 25-12, 15-11 |
| 22 ottobre 2013 Sala Sporturilor, Zalău Durata: 1h:19 - Spettatori: 600                 | Zalău                 | 0 - 3 | Gubernija                | 20-25, 22-25, 18-25               |
| 24 ottobre 2013 Kalev Sports Hall, Tallinn Durata: 1h:11 - Spettatori: 600              | Audentese             | 0 - 3 | Dukla Liberec            | 20-25, 17-25, 18-25               |
| 23 ottobre 2013 Sala Polivalentă Oltenia, Craiova Durata: 1h:30 - Spettatori: 2 800     | Universitatea Craiova | 3 - 0 | Orion                    | 25-17, 25-19, 25-20               |
| 23 ottobre 2013 Halle des Sports Louis Marty, Sète Durata: 1h:15 - Spettatori: 875      | Arago de Sète         | 3 - 0 | Mursa Osijek             | 25-16, 25-8, 25-18                |
| 23 ottobre 2013 Sportzentrum am Utzweg, Unterhaching Durata: 1h:57 - Spettatori: 342    | Unterhaching          | 3 - 2 | Topvolley Antwerpen      | 18-25, 25-18, 25-16, 22-25, 15-12 |
| 23 ottobre 2013 Pabellon Municipal Los Planos, Teruel Durata: 1h:30 - Spettatori: 1 200 | Teruel                | 3 - 0 | Krymsoda                 | 27-25, 25-16, 26-24               |
| 23 ottobre 2013 Athletikzentrum St. Gallen, San Gallo Durata: 1h:28 - Spettatori: 500   | Amriswil              | 3 - 0 | Brno                     | 25-23, 25-19, 25-23               |
| 24 ottobre 2013 Hala Energia, Bełchatów Durata: 1h:41 - Spettatori: 2 750               | Skra Bełchatów        | 3 - 1 | Ethnikos Alexandroupolīs | 23-25, 25-18, 25-18, 25-17        |

#### Ritorno
| 29 ottobre 2013 PalaBreBanca, Cuneo Durata: 1h:16 - Spettatori: 1 382             | Piemonte                 | 3 - 0 | Nantes                | 25-21, 25-21, 25-21                                 |
| 30 ottobre 2013 Landstede Sportcentrum, Zwolle Durata: 2h:02 - Spettatori: 600    | Zwolle                   | 3 - 2 | Bühl                  | 25-20, 25-22, 22-25, 26-28, 17-15                   |
| 30 ottobre 2013 Hala Sportova Jezero, Kragujevac Durata: 1h:26 - Spettatori: 300  | Radnički Kragujevac      | 3 - 0 | Amstetten             | 25-20, 25-23, 25-23                                 |
| 30 ottobre 2013 Gradska dvorana Kaštela, Castelli Durata: 1h:46 - Spettatori: 400 | Mladost Kaštela          | 1 - 3 | PAOK                  | 16-25, 25-19, 19-25, 26-28                          |
| 30 ottobre 2013 Sport Palace Lokomotiv, Charkiv Durata: 2h:07 - Spettatori: 2 350 | Lokomotyv Charkiv        | 2 - 3 | Maliye Milli Piyango  | 30-28, 22-25, 25-17, 23-25, 13-15 Golden set: 12-15 |
| 30 ottobre 2013 SRC Jezero, Kladovo Durata: 2h:36 - Spettatori: 1 350             | Ðerdap Kladovo           | 3 - 2 | Kokkolan Tiikerit     | 25-23, 20-25, 25-18, 20-25, 15-10 Golden set: 15-8  |
| 30 ottobre 2013 Hall Orlovec, Gabrovo Durata: 1h:11 - Spettatori: 1 250           | Gabrovo                  | 3 - 0 | VKP Bratislava        | 25-20, 25-17, 25-21                                 |
| 30 ottobre 2013 Budocenter, Vienna Durata: 1h:57 - Spettatori: 250                | Vienna hotVolleys        | 1 - 3 | Menen                 | 28-30, 18-25, 27-25, 26-28                          |
| 29 ottobre 2013 DS Zarechye, Nižnij Novgorod Durata: 1h:40 - Spettatori: 1 190    | Gubernija                | 3 - 1 | Zalău                 | 25-19, 23-25, 25-21, 25-20                          |
| 30 ottobre 2013 Hall Dukla, Liberec Durata: 1h:07 - Spettatori: 700               | Dukla Liberec            | 3 - 0 | Audentese             | 25-16, 25-20, 25-18                                 |
| 30 ottobre 2013 Landstede Sportcentrum, Zwolle Durata: 1h:12 - Spettatori: 150    | Orion                    | 0 - 3 | Universitatea Craiova | 23-25, 21-25, 22-25                                 |
| 30 ottobre 2013 Nastavno-Sportska DGV, Osijek Durata: 1h:17 - Spettatori: 450     | Mursa Osijek             | 0 - 3 | Arago de Sète         | 12-25, 21-25, 22-25                                 |
| 31 ottobre 2013 Sporthal Arena, Deurne Durata: 1h:16 - Spettatori: 1 540          | Topvolley Antwerpen      | 0 - 3 | Unterhaching          | 22-25, 23-25, 16-25                                 |
| 30 ottobre 2013 Palace Sports of ZAS, Zaporižžja Durata: 2h:12 - Spettatori: 650  | Krymsoda                 | 2 - 3 | Teruel                | 15-25, 34-32, 20-25, 25-19, 13-15                   |
| 29 ottobre 2013 Mestska Hala Vodova, Brno Durata: 2h:02 - Spettatori: 750         | Brno                     | 3 - 0 | Amriswil              | 25-23, 25-16, 25-21 Golden set: 15-17               |
| 30 ottobre 2013 Hall DAK, Alessandropoli Durata: 1h:16 - Spettatori: 1 060        | Ethnikos Alexandroupolīs | 0 - 3 | Skra Bełchatów        | 11-25, 15-25, 23-25                                 |

#### Squadre qualificate
| - Amriswil - Maliye Milli Piyango - Skra Bełchatów - Bühl - Universitatea Craiova - Piemonte - Gabrovo - Ðerdap Kladovo | - Radnički Kragujevac - Dukla Liberec - Menen - Gubernija - PAOK - Arago de Sète - Teruel - Unterhaching |

### Ottavi di finale

#### Andata
| 4 dicembre 2013 Großsporthalle, Bühl Durata: 1h:51 - Spettatori: 1 200               | Bühl                | 2 - 3 | Piemonte              | 25-23, 20-25, 25-19, 22-25, 5-15  |
| 4 dicembre 2013 Hala Sportova Jezero, Kragujevac Durata: 2h:16 - Spettatori: 300     | Radnički Kragujevac | 2 - 3 | PAOK                  | 17-25, 18-25, 25-22, 32-30, 14-16 |
| 4 dicembre 2013 SRC Jezero, Kladovo Durata: 1h:35 - Spettatori: 950                  | Ðerdap Kladovo      | 1 - 3 | Maliye Milli Piyango  | 25-21, 20-25, 14-25, 14-25        |
| 5 dicembre 2013 Schiervelde, Roeselare Durata: 2h:11 - Spettatori: 250               | Menen               | 3 - 2 | Gabrovo               | 24-26, 18-25, 25-23, 27-25, 15-13 |
| 3 dicembre 2013 DS Zarechye, Nižnij Novgorod Durata: 1h:15 - Spettatori: 1 500       | Gubernija           | 3 - 0 | Dukla Liberec         | 25-19, 25-22, 25-22               |
| 3 dicembre 2013 Halle des Sports Louis Marty, Sète Durata: 1h:44 - Spettatori: 680   | Arago de Sète       | 3 - 1 | Universitatea Craiova | 25-20, 25-20, 23-25, 25-22        |
| 3 dicembre 2013 Sportzentrum am Utzweg, Unterhaching Durata: 1h:20 - Spettatori: 762 | Unterhaching        | 3 - 0 | Teruel                | 25-22, 25-21, 25-23               |
| 5 dicembre 2013 Hall Energia, Bełchatów Durata: 1h:13 - Spettatori: 2 500            | Skra Bełchatów      | 3 - 0 | Amriswil              | 25-23, 25-14, 25-21               |

#### Ritorno
| 11 dicembre 2013 PalaBreBanca, Cuneo Durata: 2h:16 - Spettatori: 1 409                   | Piemonte              | 2 - 3 | Bühl                | 22-25, 25-27, 25-15, 25-21, 13-15 Golden set: 12-15 |
| 11 dicembre 2013 PAOK Sports Arena, Salonicco Durata: 1h:54 - Spettatori: 250            | PAOK                  | 3 - 1 | Radnički Kragujevac | 17-25, 25-21, 25-23, 26-24                          |
| 12 dicembre 2013 TVF SC Baskent Sports Hall, Ankara Durata: 1h:07 - Spettatori: 150      | Maliye Milli Piyango  | 3 - 0 | Ðerdap Kladovo      | 25-20, 25-17, 25-17                                 |
| 10 dicembre 2013 Hall Orlovec, Gabrovo Durata: 2h:23 - Spettatori: 1 800                 | Gabrovo               | 3 - 2 | Menen               | 25-17, 24-26, 23-25, 25-22, 15-13 Golden set: 16-14 |
| 12 dicembre 2013 Hall Dukla, Liberec Durata: 1h:12 - Spettatori: 700                     | Dukla Liberec         | 0 - 3 | Gubernija           | 17-25, 16-25, 23-25                                 |
| 11 dicembre 2013 Sala Polivalentă Oltenia, Craiova Durata: 1h:54 - Spettatori: 400       | Universitatea Craiova | 2 - 3 | Arago de Sète       | 19-25, 22-25, 25-22, 25-20, 17-19                   |
| 11 dicembre 2013 Pabellon Municipal Los Planos, Teruel Durata: 2h:25 - Spettatori: 2 000 | Teruel                | 3 - 1 | Unterhaching        | 25-22, 26-24, 20-25, 25-21 Golden set: 11-15        |
| 10 dicembre 2013 Athletikzentrum St. Gallen, San Gallo Durata: 1h:06 - Spettatori: 850   | Amriswil              | 0 - 3 | Skra Bełchatów      | 13-25, 16-25, 18-25                                 |

#### Squadre qualificate
- Maliye Milli Piyango
- Skra Bełchatów
- Bühl
- Gabrovo
- Gubernija
- PAOK
- Arago de Sète
- Unterhaching

### Quarti di finale

#### Andata
| 15 gennaio 2014 Großsporthalle, Bühl Durata: 1h:20 - Spettatori: 1 700               | Bühl          | 3 - 0 | PAOK                 | 25-19, 25-16, 25-23               |
| 15 gennaio 2014 Hall Orlovec, Gabrovo Durata: 2h:14 - Spettatori: 2 100              | Gabrovo       | 3 - 2 | Maliye Milli Piyango | 25-23, 14-25, 25-23, 23-25, 15-13 |
| 14 gennaio 2014 PdS Pierre de Coubertin, Montpellier Durata: 1h:13 - Spettatori: 500 | Arago de Sète | 0 - 3 | Gubernija            | 23-25, 22-25, 12-25               |
| 16 gennaio 2014 Sportzentrum am Utzweg, Unterhaching Durata: 1h:27 - Spettatori: 927 | Unterhaching  | 0 - 3 | Skra Bełchatów       | 27-29, 29-31, 17-25               |

#### Ritorno
| 22 gennaio 2014 PAOK Sports Arena, Salonicco Durata: 2h:10 - Spettatori: 500       | PAOK                 | 2 - 3 | Bühl          | 21-25, 25-22, 22-25, 28-26, 12-15 |
| 22 gennaio 2014 TVF SC Baskent Sports Hall, Ankara Durata: 1h:39 - Spettatori: 250 | Maliye Milli Piyango | 3 - 1 | Gabrovo       | 25-11, 21-25, 27-25, 25-19        |
| 23 gennaio 2014 DS Zarechye, Nižnij Novgorod Durata: 1h:35 - Spettatori: 1 450     | Gubernija            | 3 - 1 | Arago de Sète | 19-25, 25-21, 25-20, 25-17        |
| 23 gennaio 2014 Hall Energia, Bełchatów Durata: 2h:14 - Spettatori: 2 500          | Skra Bełchatów       | 3 - 2 | Unterhaching  | 25-21, 25-19, 22-25, 22-25, 28-26 |

#### Squadre qualificate
- Maliye Milli Piyango
- Skra Bełchatów
- Bühl
- Gubernija

### Challenge Round

#### Andata
| 4 febbraio 2014 Salle Charléty, Parigi, Parigi Durata: 1h:20 - Spettatori: 380           | Paris                | 3 - 0 | Bühl           | 25-23, 25-14, 25-22               |
| 5 febbraio 2014 Başkent Voleybol Salonu, Ankara Durata: 1h:17 - Spettatori: 1 500        | Maliye Milli Piyango | 1 - 3 | Tomis Costanza | 16-25, 25-18, 24-26, 19-25        |
| 5 febbraio 2014 FOK Zareč'e, Nižnij Novgorod Durata: ? - Spettatori: 2 000               | Gubernija            | 3 - 0 | Olympiakos     | 25-19, 25-22, 25-21               |
| 5 febbraio 2014 Arena Friedrichshafen, Friedrichshafen Durata: 2h:03 - Spettatori: 1 400 | Friedrichshafen      | 2 - 3 | Skra Bełchatów | 25-17, 21-25, 25-17, 18-25, 10-15 |

#### Ritorno
| 12 febbraio 2014 Großsporthalle, Bühl Durata: 1h:39 - Spettatori: 1 700         | Bühl           | 1 - 3 | Paris                | 14-25, 26-28, 25-21, 19-25                  |
| 13 febbraio 2014 Sala Sporturilor, Costanza Durata: 1h:21 - Spettatori: 1 000   | Tomis Costanza | 3 - 0 | Maliye Milli Piyango | 25-23, 25-21, 29-27                         |
| 12 febbraio 2014 Melina Mercouri Hall, Il Pireo Durata: 2h:01 - Spettatori: 300 | Olympiakos     | 3 - 1 | Gubernija            | 18-25, 25-21, 25-21, 25-22 Golden set: 8-15 |
| 13 febbraio 2014 Hala Energia, Bełchatów Durata: 1h:53 - Spettatori: 2 500      | Skra Bełchatów | 3 - 1 | Friedrichshafen      | 24-26, 26-24, 25-17, 25-23                  |

#### Squadre qualificate
- Paris
- Tomis Costanza
- Gubernija
- Skra Bełchatów

### Semifinali

#### Andata
| 25 febbraio 2014 Salle Charléty, Parigi Durata: 1h:46 - Spettatori: 1 050       | Paris     | 2 - 3 | Tomis Costanza | 25-23, 25-20, 23-25, 13-25, 9-15  |
| 26 febbraio 2014 FOK Zareč'e, Nižnij Novgorod Durata: 2h:09 - Spettatori: 1 500 | Gubernija | 3 - 2 | Skra Bełchatów | 25-19, 25-21, 22-25, 22-25, 15-13 |

#### Ritorno
| 2 marzo 2014 Sala Sporturilor, Costanza Durata: 2h:37 - Spettatori: 1 800 | Tomis Costanza | 2 - 3 | Paris     | 25-12, 20-25, 25-20, 23-25, 11-15 Golden Set: 12-15 |
| 2 marzo 2014 Hala Energia, Bełchatów Durata: 2h:06 - Spettatori: 2 700    | Skra Bełchatów | 2 - 3 | Gubernija | 25-21, 19-25, 23-25, 25-18, 14-16                   |

#### Squadre qualificate
- Gubernija
- Paris

### Finale

#### Andata
| 26 marzo 2014 FOK Zareč'e, Nižnij Novgorod Durata: 1h:14 - Spettatori: 1 900 | Gubernija | 3 - 0 | Paris | 25-15, 25-18, 25-21 |

#### Ritorno
| 29 marzo 2014 Salle Charpy, Parigi Durata: 1h:49 - Spettatori: 1 000 | Paris | 3 - 1 | Gubernija | 25-23, 23-25, 25-21, 25-19 Golden Set: 15-11 |